# Pā'īn Kharā Rūd
Pā'īn Kharā Rūd (persiska: Pā’īn Kharā Rūd, Salash-e Kharārūd, پائین خرا رود) är en ort i Iran.   Den ligger i provinsen Gilan, i den nordvästra delen av landet, 210 km nordväst om huvudstaden Teheran. Pā'īn Kharā Rūd ligger 48 meter över havet och antalet invånare är 861.
Terrängen runt Pā'īn Kharā Rūd är platt åt nordväst, men åt sydost är den kuperad. Runt Pā'īn Kharā Rūd är det ganska tätbefolkat, med 155 invånare per kvadratkilometer. Närmaste större samhälle är Sīāhkal, 10,0 km nordost om Pā'īn Kharā Rūd. I omgivningarna runt Pā'īn Kharā Rūd växer i huvudsak blandskog.